# 새로남교회
새로남교회는 대한민국의 장로교 교회이다. 대한예수교장로회(합동)교단에 소속이며 대전 서구 대덕대로 378에 있다. 1986년 설립되었고, 1994년부터 오정호 목사가 담임목사이다. 오정호 목사는 내수동교회 대학부와 사랑의교회 사역을 거치면서 박희천 목사로부터 말씀사역과 옥한흠 목사의 제자훈련사역을 정통성 있게 이어받았다. 대한예수교장로회(합동) 총회에서 총회장을 역임하였고 미래목회포럼 이사장과 대표, 현재 CAL-NET 이사장과 거룩한방파제 통합국민대회의 대표이다. 그의 부친은 한국교회에서 존경받는 오상진 목사이다.

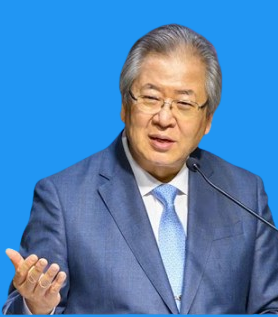
새로남 교회 오정호 목사

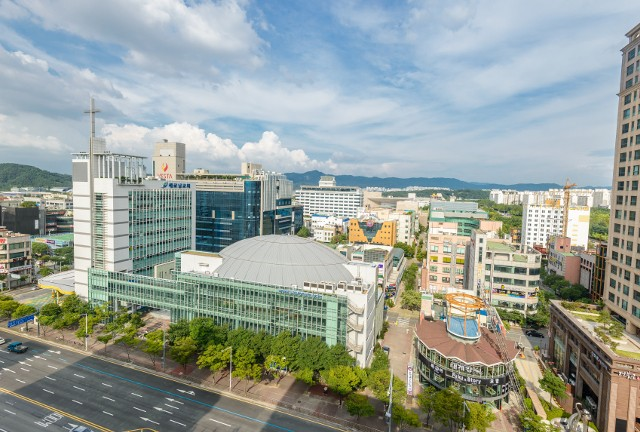
대전 새로남교회

## 오정호 목사의 경력 및 활동, 저서
- 새로남교회 담임목사(현)
- 새로남기독학교 설립, 초대교장(전) 이사장(현)
- 대한예수교장로회 총회 총회장(현)
- CTS 공동대표이사
- 한국교회총연합회 공동대표이사
- 제자훈련 목회자네트워크(Cal-Net) 이사장(현)
- 국제개발대학원(GSID) 이사장(현)
- 교회갱신협의회 공동대표(현)
- 대전,세종,충남,충북 기독교총연합회 초대대표회장(현)
- OM선교회 대전이사장(전) / 중앙 실행이사(현)
- 한국기독교언론포럼(KCMF) 공동대표(현)
- 한국교회봉사단 공동대표(현)
- 신학정체성선언 준비위원장(현)
- 17개 광역도시 악법대응본부 대표회장(현)
- World Vision 중앙이사(전)
- 총회 칼빈기념사업위원장, 정치부장, 신학부장, 농어촌부장 역임
- 총회설립100주년 신학정체성포럼 위원장(전)
- 대전광역시기독교연합회 회장(전)
- 대전성시화운동본부 대표회장(전)
- 대전경찰청 경목실장(전) 및 경목위원회위원장(전)
- 미래목회포럼 이사장(전) 대표(전)
- 개혁주의 설교학회 이사장(전)
- 총신대학교 신학대학원 강사(목회학, 목회윤리)역임

### 저서
- 하늘사람이고 싶어라 (생명의 말씀사)
- 새로남교회 일꾼이야기(해피데이)
- 새가족양육교재(해피데이)
- 특별한 대표기도문(생명의 말씀사)
- 새로남교회 건축이야기(생명의 말씀사)
- 칼빈과 한국교회(편저/생명의 말씀사)

## 새로남 목회철학
비전선언문 | Vision Statement
예수 그리스도를 알지 못하는 이웃에게 복음을 전하여,
	천국의 확신(영생의 선물)을 가지게 하고,
	하나님의 말씀으로 훈련하여, 하나님 나라의
정병(예수 그리스도의 군사 / 복음의 증인)으로 세운다

## 핵심가치 | Core Value
새  새생명 탄생을 위하여 복음전파에 전력 투구한다
로  로마서의 기록자 바울같은 인재양성에 힘써 통일을 대비한다
남  남편과 아내 그리고 자녀들의 행복을 위하여 가정사역을 실천한다
교  교회가 속해있는 지역사회에 적극적으로 봉사한다
회  회사생활에 성실하고 창의적인 그리스도인으로 임하여 동료들에게 모범이 된다

## 사명선언문 | Mission Statement
1. 주어진 역량을 극대화하여 지역사회에 복음을 전한다.
2. 한 사람의 영혼을 뜨겁게 사랑한다.
3. 영적 성숙 프로그램을 개발하여 성도들의 영혼을 무장시킨다.
4. 지역사회에 문화활동과 대민봉사를 활발하게 전개하여
　교회에 대한 교역자의 팀사역과 평신도의 자원봉사를 강화한다.
5. 다음세대의 복음화 및 인재양성을 위해 집중 투자한다.
6. 교파와 지역을 초월하여 연합정신으로 교회의 일치와 협력에 앞장선다.
7. 비전 새로남 21C를 역동적으로 추진하여 대전과 중부권,
　더 나아가 온 세계를 복음으로 선교하는 선교센터가 되게 한다.

## 목양지침 | Shepherding Guideline
복음으로 영향을 끼치는 교회
하나님으로부터 위대한 일을 기대하라! Expect great things from God!
하나님을 위하여 위대한 일을 시도하라! Attempt great things for God!

## 새로남교회 표어 | Slogan
한 생명 돌아보고, 한 생명 구원하자!
전파하는 -- 전도, 선교
가르치는 -- 교육, 훈련
치료하는 -- 예배, 상담
봉사하는 -- 섬김, 나눔

## 새로남기독학교
새로남기독학교(Saeronam Christian School)는 새로남교회가 세운 대전광역시 서구의 대안학교이며, 초등부터 고등까지의 과정으로 이루어져 있다.

## 같이 보기
- 옥한흠
- 오정현
- 사랑의교회
- 거룩한방파제 통합국민대회